# سیستم شو
سیستم شو، (به ژاپنی: 称制 しょうせい) سیستمی است که پس از مرگ یک پادشاه، شخصی که پادشاه بعدی (ولیعهد و غیره) یا ملکه پادشاه قبلی می‌شود، بدون اینکه بر تخت سلطنت برسد، برای نظارت و مدیریت بر اعمال وزرا به دربار می آمد و تمام وظایف سیاسی را بر عهده می‌گیرد و کاملا از همان قدرت مطلق پادشاه به طور قانونی استفاده می‌کند. در ژاپن، دو نمونه در دوره آسوکا وجود دارد: شاهزاده ناکا نو اوئه (امپراتور تنجی) و امپراتور تاکانو (امپراتریس جیتو)، که هر دو در نگاه اول در نیهون شوکی به عنوان امپراتورهای واقعی رفتار می‌شوند. در چین نیز اکثریت زنان خانه سلطنتی در سلسله های مختلف بسیار از این روش استفاده می شد، زمانی که حاکم جوان یا ناتوان بود.